# Vladimír Hirsch
Vladimír Hirsch (* 3. července 1954 Benešov u Prahy) je český hudební skladatel, instrumentalista (klávesové nástroje a zvukový designér) . Je skladatelem elektronické hudby, integrujícím v rámci svého konceptu soudobou vážnou hudbu s hudbou dark ambientní a industriální s cílem vytvořit organický celek s konceptem žánrového přesahu ( některými kritiky označovaný jako "dark modern" či "dark modern classical"). Jeho kompoziční styl je charakterizován polymodální architektonikou a alchymistickou prací se zvukem, využívající především digitální techniky k rozšíření akčního potenciálu výrazových prostředků. Skladatelova tvorba se neomezuje stylově jen na výše uvedený žánrový okruh, do souhrnu jeho prací patří i nejrůznější exkurze do alternativních forem rockové a jazzové hudby. Vladimír Hirsch je či byl též vedoucí osobností avantgardních projektů Aghiatrias, Skrol, Zygote, Subpop Squeeze a několika mezinárodních projektů a spoluprací. V letech 1986–1996 byl členem experimentální post-punkové formace Der Marabu. 
Vladimír Hirsch vystudoval lékařskou fakultu Karlovy univerzity v Praze a jako specializovaný pneumolog vykonává též lékařskou praxi.
Jeho dílo je reprezentováno rozsáhlou sbírkou skladeb, ať již v oblasti jím preferované 
sólové tvorby či vytvořených v rámci činnosti jím vedených souborů. Jedná se převážně o konceptuální a tematická alba. Ke skladatelovým pracím dále patří symfonické a koncertní skladby, poměrně široké spektrum kompozic pro klavír a varhany, audiovizuální projekty, kvazioratoriální a liturgická hudba, méně často pak též i hudba scénická a filmová, ad.

## Životopis a styl
Vladimír Hirsch se narodil Benešově, do 18 let žil v Ledči nad Sázavou a poté se přestěhoval do Prahy, kde dnes žije a tvoří. Komponuje od roku 1973, kdy jako klavírista a varhaník začínal drobnými romantickými a klasicistními skladbami pro tyto nástroje, velmi brzy však opouští tyto pokusy a po dlouhou dobu se věnuje pouze rockovým a jazzovým experimentům v rámci několika formací. Dlouho působil v pražské post-punkové skupině Der Marabu. Po jejím rozpadu založil v roce 1995 soubor Skrol a posléze i několik dalších paralelních projektů Aghiatrias, Zygote, Subpop Squeeze, Luminar Ax, ad.
Aniž by kdy opustil činnost postavenou více či méně na rockových principech a představovanou uvedenými projekty a soubory, od roku 1987 se skladatel soustřeďuje též na sólovou produkci, která se kolem roku 2002 stává jeho hlavním programem. Jeho doménou se stává forma, kde klade důraz na využití potenciálu moderních výrazových prostředků a hledání specifických skladebných postupů. Byl postupně ovlivněn různými skladebnými technikami, především atonální, mikrotonální, polymodalitou a dalšími. Byl též částečně inspirován tradicemi slovanské klasické hudby 20. století, postupně však vytváří vlastní pracovní model jak v tónorodých principech, tak kompozici a instrumentaci s trvalou snahou o prolomení hranic mezi primárně hudebními a nehudebními prvky a rozšíření akčního potenciálu výrazových prostředků prostřednictvím moderních technologií. Využívá především digitální technik, vytvořené zvukové charakteristiky nástrojů spolu s širokou škálou rozmanitých zdrojů zvuku (akusmatická hudba) se snahou dosáhnout organického sepětí zdánlivě odlišných prvků do živého tvaru. Tento princip nazývaný jím samým "integrovanou hudbou" představuje též metafyzicky ústřední filozofii jeho spirituálního tvůrčího konceptu, který spočívá ve střetu a smíření zdánlivě protichůdných světů uvnitř jedince.  
Vladimír Hirsch pravidelně koncertuje jak doma, tak v zahraničí (včetně turné v USA, Německu, Velké Británii a Itálii, kde také publikuje (v rámci sólových i společných projektů některá alba vydána též v Česku, Polsku, na Ukrajině, v Argentině či Portugalsku. V roce 2010 byl vydán osmidiskový komplet stěžejních nahrávek do té doby jeho souborného díla italským vydavatelstvím Ars Benevola Mater pod názvem "The Assent to Paradoxon". V rámci několika projektů spolupracuje též se zahraničními umělci (Dawn Carlyle aka Dove Hermosa, Nadya Feir, Cecilia Bjärgö, Kenji Siratori, atd.). K jeho aktivitám patří i komponování scénické a filmové hudby.

## Tvorba
Spektrum hudby Vladimíra Hirsche obsahuje jak experimentální projekty, tak skladby velmi přísného kompozičního řádu, téměř vždy však konceptuální povahy. "Jde o práci nekonformního individualisty, vykovavšího zcela originální estetickou formu, kde jednotícím prvkem je povýtce temná, emočně vypjatá, často až apokalyptická atmosféra skladeb, charakteristických svou metafyzičností, existenciální úzkostí a spiritualitou." (Stephen Ellis)
. 
Dílo Vladimíra Hirsche je reprezentováno rozsáhlou sbírkou skladeb, ať již v oblasti jím preferované sólové tvorby či vytvořených v rámci činnosti jím vedených souborů. Jedná se převážně o konceptuální a tematická alba. Ke skladatelovým pracím patří symfonické a koncertní skladby, poměrně široké spektrum kompozic pro klavír a varhany, audiovizuální projekty, kvazioratoriální a liturgická hudba, méně často pak též i hudba scénická a filmová, ad. Jeho jméno je pro zasvěcence industriální a postindustriální scény synonymem pro velmi intenzivní hudbu, plnou sugestivní a bouřlivé atmosféry. Byl zařazen do antologií ambientní hudby , ,  a do encyklopedické publikace skladatelů současné světové hudby :

## Vybrané skladby
Hirschova tvorba je reprezentována nejen činností jím vedených souborů, ale také rozsáhlou kolekcí sólových prací. Je autorem řady konceptuálních alb, několika symfonií, orchestrálních variací, koncertních a experimentálních skladeb, scénické hudby a mnoha drobnějších kompozic.
- Synthetics – Themes, op. 17, album experimentálních kompozic elektronické hudby, 1987
- Symphony no. 1 (in E) "Enigmatic", Op. 20; symfonie pro dva syntezátory. 1988–9
- The Ambits Of Material World; cyklus varhanních skladeb, 1990
- 7 Parts Of Desolation, op. 29; tematický klavírní cyklus, 1986–1991
- Aion, op. 33; skladba pro varhany, vodní harfu a terénní zvukové záznamy, 1992
- Simplicity Of Heresy, op. 37; suita pro integrovaný hudební soubor, 1996
- Nenia, op. 40; experimentální varhanní kompozice, 1996
- Musik für die Metamorphose, op. 45; scénická hudba pro divadelní přepis povídky Franze Kafky "Proměna", 1997
- Symphony no. 2 „Defensa“, op. 47; symfonie pro synthezátory a digitální techniku, 1997
- Concert industriel pour orgue, op. 49; koncert pro varhany, perkuse a integrovaný soubor, 1997–8, existující ve třech verzích (49a, b, c)
- Casual Crime, op. 51; nově aranžované skladby pro jazzový kvartet 1977–1998, vydáno 2011 americkým nakladatelstvím LBA Records  [15]
- Symphony no. 3 „Brands Of Tyranny, op. 52; symfonie pro integrovaný orchestr, varhany, bicí nástroje a ženský vokál, 1998-9
- Sense Geometry, op. 54; experimentální elektronicko-industriální kompozice, 1998
- Dances & Marches, op. 57; suita pro varhany, klavír a integrovaný soubor, 1998
- Exorcisms, op. 61; suita pro integrovaný soubor, 2000, přepracováno 2006
- Trigonal Sonata, op. 62; sonáta pro dva klavíry a digitální techniku, 2000
- Missa armata, op. 64; industriální mše pro integrovaný soubor, 1999–2004
- Elegy, op. 65; experimentální skladba pro klavír a "gas-organ" (plynové varhany), 2000
- Symphony no. 4, “Descent From The Cross (Snímání z kříže)”, op. 67; symfonie pro integrovaný orchestr, sóla a sbor na téma Dostojevského výkladu stejnojmenného obrazu Hanse Holbeina mladšího z oltářního cyklu "Šedé pašije" (Graue Passion); 2001
- De regionibus liminis, op. 68, ambientně-industriální elektronické album, později přepracované a přejmenované na Underlying Scapes; 2003
- Hermeneutic cycle", op. 70,cyklus skladeb pro klavír, bicí nástroje, integrovaný soubor a digitální techniku, 2004; přepracováno jako konceptuální album Endoanathymia, 2009–2010
- Les scènes ardentes, op. 72; konceptuální album, album skladeb pro integrovanou elektroakustickou techniku, 2004
- Nonterra, op. 73; konceptuální album, suita pro integrovanou techniku, 2005
- Torment Of Naissance, op. 79, skladba pro integrovanou techniku, konceptuální album, 2007
- Contemplatio per nexus, op. 77; dvouvětá kompozice pro integrovaný hudební soubor a sólový zpěv na téma, inspirovaná spisem "Teologia spiritualis mystica", zabývající se procesem transformace lidského vědomí v průběhu mystické kontemplace, 2008
- Tobruk, op. 82, původně soundtrack, později tematické album, 2008
- Epidemic Mind, op.81, experimentální elektronické (elektroakustické) album, 2008
- Graue Passion, op. 67b, kompletně revidovaná verze 4.symfonie, 2009
- Lamiadae: Symmetric Variations, op.88, skladby pro 2 klavíry a integrovanou techniku 2011
- Horae, op.90, skladba pro dvoje varhany, integrovaný soubor, hodinové stroje, terénní záznamy a digitální techniku, 2012
- Craving Urania, op. 95, skladba pro integrované techniky, 2014
- Do Not Let Us Perish (St.Wenceslaus), op. 96, skladba pro integrované techniky (variace na téma Svatováclavského chorálu, 2015
- Scripta Soli, op. 91, konceptuální dark ambientní album v duchu tzv. "integrované konkrétní hudby", 2017
- Symfonie č.5 "Axonal Transit" - symfonie pro integrovaný soubor (na albu "Katagenesis, 2021)
- Symfonie č.6 "Metaspheres" - dark-ambientně industriální kompozice (na albu "Katagenesis)
- Le Grand Jeu, Integrated Music Records, album skladeb pro klavír a integrovanou techniku, 2021
- Lux Antiqua, Integrated Music Records, kvazioratoriální skladba, 2023
- Variations Orchetrales Intégrées, album orchestrálních variací, 2024

## Diskografie
- Synthetics – Themes, MC, D.M.R. 1987, (reedice CDr, CatchArrow Recordings 1999)
- Organ Pieces, MC, D.M.R. 1991, (reedice CDr, CatchArrow Recordings 2001)
- Cruci-Fiction (Der Marabu)”, MC, D,M,R,, 1994, (reedice CDr, CatchArrow Recordings 2000)
- There’s No Human Triumph”, CDr, CatchArrow Recordings, 1996
- All Of Us Will Fall Away” (Der Marabu), CDr, CatchArrow Recordings, 1996
- Casual Crime, CDr, CatchArrow Recordings, 1998
- Martyria (Skrol), 10´´, Loki Foundation (Power & Steel), 1999
- Heretical Antiphony (Skrol), CD, M.D.Propaganda, 1999
- Dreams Of Awakening, CD, CatchArrow Recordings, 1999
- Geometrie nevědomí (Zygote), CDr, CatchArrow Recordings, 2000
- Insomnia Dei (Skrol), CD, RRRecords, 2001
- Epidaemia Vanitatis (Aghiatrias), CD, Integrated Music Records, 2002
- Symphony no.2 & 3, CDr, CatchArrow Recordings, 2003
- Regions Of Limen (Aghiatrias), Epidemie Records, 2004 [16]
- Fragments, thèmes et images scéniques, CDr, CatchArrow Recordings, 2005
- Dances & Marches For The Orphan Age (Skrol), CD, Dagaz Music, 2005
- Sense Geometry, CD, Ars Benevola Mater, 2006
- Ethos (Aghiatrias), Epidemie Records, 2006
- Torment Of Naissance, CDr, Integrated Music Records, 2007
- Concert industriel pour orgue, CD, Ars Benevola Mater, 2007
- Epidemic Mind, CDr, Integrated Music Records, 2008
- Symphony No.4 Descent From The Cross, CD, Ars Benevola Mater, 2008
- Tobruk, CDr, CatchArrow Recordings, 2008
- Exorcisms, CD, Ars Benevola Mater, 2008
- Nonterra, CD, Ars Benevola Mater, 2008
- Les scènes ardentes, CD, Ars Benevola Mater, 2009
- Contemplatio per nexus, CD, Ars Benevola Mater, 2009
- New Laws, New Orders (Skrol), CD, Twilight Records, 2009
- Graue Passion, CD, Ars Benevola Mater, 2009
- Underlying Scapes, CD, Ars Benevola Mater, 2009
- The Assent to Paradoxon, 8 CD, Ars Benevola Mater, 2010 (kolekce alb)[17], [18]
- Endoanathymia, CDr, Integrated Music Records, 2011
- Missa Armata . Invocationes, CD, Ars Benevola Mater, 2012
- Epidemic Mind, Surrism-Phonoethics, digital, 2013
- Selected Organ & Piano Works, Integrated Music Records / Surrism-Phonoethics; digital, 2013
- Axonal Transit (Symphony No.5), Integrated Music Records; CD, 2014
- Horae (Organ Concerto No.2), Surrism-Phonoethics; digital 2015
- Introscan (Subpop Squeeze) , CatchArrow Recordings, digital, 2016
- Anacreontics (Subpop Squeeze)[19], E-Klageto (division of PsychKG), CD, 2017
- Scripta Soli, Old Captain, CD, 2017 [20]
- Ecstatic Arc, live, Integrated Music Records, digital, 2018
- Eschaton (Skrol), Old Captain, CD, 2019
- Katagenesis, Old Captain & Zoharum, CD, 2021
- Le Grand Jeu, Integrated Music Records, digital, 2021
- Lux Antiqua, Integrated Music Records, LP, 2023
- Variations Orchetrales Intégrées, Integrated Music Records, digital, 2024

## Ostatní aktivity
Vladimír Hirsch vystudoval pražskou lékařskou fakultu Karlovy Univerzity a kratšími či delšími přestávkami lékařskou praxi dosud vykonává.
Kromě jiného se zabývá též počítačová grafikou – je autorem designu všech svých sólových alb a drtivé většiny alb jím vedených projektů. V tomto směru často spolupracuje s českým uměleckým fotografem Janem Vávrou, představitelem tzv. neopiktorialismu, jehož práce se staly předlohou pro jednotný design kompletu Hirschových alb "The Assent to Paradoxon". 
Je též autorem celé řady článků  a esejů  nejen o hudbě   a umění. Dlouhodobě se angažuje ve prospěch používání geografických názvů Česko a Czechia   , a mnoho dalších, včetně přednáškové činnosti. Je spjat s městysem Louňovice pod Blaníkem (kde žily generace jeho předků a kde od dětství tráví převážnou většinou svého volného času), rodištěm skladatele Jana Dismase Zelenky, o kterém napsal několik kratších životopisných pojednání (např.  a podílel se na podobě slunečních hodin coby součásti skladatelova památníku, který stojí na místě jeho zaniklého rodného domu. 